# Teoria nodurilor

Ilustrarea teoriei nodurilor

Teoria nodurilor este un domeniu matematic de studiu al nodurilor din punct de vedere topologic. Nodurile sunt curbe autointersectante.